# I Wanna Know You
«I Wanna Know You» es el cuarto sencillo de Hannah Montana 3. La canción es un dueto entre Hannah Montana y David Archuleta. La canción fue lanzada por primera vez en Radio Disney, el 2 de mayo de 2009. La canción no fue lanzada hasta la liberación del disco, Hannah Montana 3 y no fue hasta después del lanzamiento que la canción obtuvo el éxito en los Estados Unidos.

## Desarrollo
La canción fue originalmente grabada como solista por Miley Cyrus (como Hannah Montana) para la tercera temporada de la serie original de Disney Channel, Hannah Montana. La canción fue grabada dueto entre Montana y Archuleta con el fin de justificar su aparición en el programa, en donde la canción es utilizada en un episodio (Promma Mia!). Ambas versiones de la canción aparecen en el soundtrack de la tercera temporada de la serie, Hannah Montana 3.

## Posiciones
La canción no cosechó éxito hasta después del lanzamiento de Hannah Montana 3. La canción alcanzó el número 74 en el Billboard Hot 100.

### Listas
| Listas (2009)          | Posición |
| ---------------------- | -------- |
| U.S. Billboard Hot 100 | 74       |

## Formatos y lista de canciones
1. "I Wanna Know You" (Solo Version) - 2:46
2. "I Wanna Know You" (Junto a David Archuleta) - 2:46

## Fechas de lanzamiento
| País           | Fecha              | Discográfica        | Formatos         |
| -------------- | ------------------ | ------------------- | ---------------- |
| Estados Unidos | 2 de mayo de 2009  | Walt Disney Records | Radio Disney     |
| Estados Unidos | 7 de julio de 2009 | Walt Disney Records | Descarga Digital |

- Datos: Q5979398